# ジェームズ・エドウィン・キャンベル
ジェームズ・エドウィン・キャンベル（James Edwin Campbell、1843年7月7日 - 1924年12月18日）は、アメリカ合衆国オハイオ州の民主党の政治家。第38代オハイオ州知事。
キャンベルはオハイオ州ミドルタウンで生まれ、そこで公立学校とマイアミ大学に通った。南北戦争時はMississippi River Squadronの一員として北軍にいた。
ジェームズ・キャンベルは1865年に弁護士になり2年後にオハイオ州ハミルトンで開業した。1876年から1880年までオハイオ州バトラー郡で検事をした後、キャンベルは民主党として連邦下院議員にオハイオ州の第7選挙区から2度(第48議会と第50議会)、オハイオ州の第3選挙区から1度(第49議会)選ばれ、1884年から1889年まで議員を務めた。第49議会では下院Committee on Alcoholic Liquor Trafficの委員長であった。
その後、キャンベルはオハイオ知事に当選し、1890年から1892年まで務める。1891年には後の大統領ウィリアム・マッキンリーに敗れ再選を果たせなかった。1895年の3度目の出馬の際も落選した。
政治への意欲を失わずに、キャンベルは1892年、1920年、1924年の民主党大会への代表にもなる。1908年から1911年までオハイオ州の法律をまとめる仕事をした。
1892年にキャンベルはオハイオ州コロンバスで弁護士業を再開し、そこで1924年に死去。ジェームズ・エドウィン・キャンベルはグリーン・ローン墓地に埋葬された。